# Victor Bădulescu
Victor Bădulescu (n. 28 iulie 1892, Găești, Dâmbovița - d. decembrie 1953 sau ianuarie 1954, Sighetu Marmației) a fost un economist român, membru al Academiei Române.

## Studii
A studiat la Școala de Științe Politice din Paris, luând licența în Economie, după care a studiat și Dreptul, tot la Paris.

## Activitatea profesională
A început cu funcția de Conferențiar la Catedra de economie politică și finanțe a Facultății de Drept din București. A înființat Catedra de politică economică. Director al Băncii de Credit Român.
A fost membru titular al Academiei de Științe din România începând cu 28 mai 1938.
În 1945 a fost ales Membru corespondent al Academiei Române.
A ocupat diverse demnitati publice si de stat: subsecretar de stat la Ministerul Finantelor, la Ministerul Afacerilor Straine.
A participat, la Națiunile Unite, la negocierile financiare și comerciale legate de plata datoriilor României de după al Doilea Război Mondial. Ulterior, a fost arestat și trimis la Închisoarea Sighet, unde a murit în 10 decembrie 1953.
După arestare, în 1948 a fost radiat dintre membrii Academiei române. În 1990 a fost reînregistrat, post-mortem.

## Lucrări publicate
- Les Finances publiques en Roumanie (1922),
- Situația financiară a căilor ferate (1924),
- Probleme monetare internaționale (1944),
- Tratat de politică comercială. Comerț exterior și schimburi internaționale (1945).